# Os Filhos de Goiás
Os Filhos de Goiás  é um trio sertanejo brasileiro. O trio foi formado em 1962 pelos irmãos Orlando Gonçalves de Assis (nome artístico: Maurico) e Orenci Gonçalves de Assis (nome artístico: Maurozinho) e o sanfoneiro Ivone Ferreira Dias (nome artístico: Voninho).
Em 1 de abril de 2021, Maurico morreu de COVID-19 no Hospital das Clínicas Doutor Serafim de Carvalho em Jataí/GO.